# Acuatlón
El Acuatlón es un deporte individual y de resistencia, que reúne dos disciplinas deportivas: natación y atletismo. En una competencia de este deporte se aplica el orden siguiente: Carrera a pie, Natación en aguas abiertas y Carrera a pie . No hay descanso entre varios eventos por eso es un deporte de resistencia, en una competición para cambiar de un evento a otro se pasa por una zona de transición.
Se puede considerar como una modalidad del triatlón.

## Distancia
La distancia recorrida en la prueba de acuatlón e impuesta por la Unión Internacional de Triatlón (ITU) es:
- Distancia corta: 2,5 km + 1 km +2,5km

A veces suele variar a 2 km dependiendo de la distancia en mar.
El acuatlón en España depende de la Federación Española de Triatlón (FETRI).